# This Gift
This Gift – trzeci album grupy Sons and Daughters, wydany nakładem Domino Records 28 stycznia 2008 w formacie płyty CD i LP.
Płyta była również dostępna w limitowanej dwupłytowej edycji, która zawierała 5 nowych utworów live.

## Lista utworów
1. „Gilt Complex” – 3:39
2. „Split Lips” – 2:18
3. „The Nest” – 4:14
4. „Rebel with the Ghost” – 3:01
5. „Chains” – 2:37
6. „This Gift” – 4:06
7. „Darling” – 3:21
8. „Flags” – 3:08
9. „Iodine” – 3:02
10. „The Bell” – 2:46
11. „House in My Head” – 3:51
12. „Goodbye Service” – 4:37

13. utwór to bonus „Killer” – 4:04. Jest to cover popularnej piosenki w wykonaniu Adamski & Seal

## Wydanie dwupłytowe
1. „Chains (live)”
2. „Darling (live)”
3. „Gilt Complex (live)”
4. „The Nest (live)”
5. „House in My Head (live)”
6. „Johnny Cash (live)”